# Sarcophaga polita
Sarcophaga polita är en tvåvingeart som först beskrevs av Malloch 1929.  Sarcophaga polita ingår i släktet Sarcophaga och familjen köttflugor.
Artens utbredningsområde är Fiji. Inga underarter finns listade i Catalogue of Life.